# Heptathlon aux championnats du monde d'athlétisme 1983
Navigation
Rome 1987
Le concours de l'heptathlon des championnats du monde d'athlétisme 1983 s'est déroulé les 8 et 9 août 1983 dans le Stade olympique d'Helsinki, en Finlande. Il est remporté par l'Est-allemande Ramona Neubert.

## Résultats
| Rang               | Athlète              | Pays                 | Performance |
| ------------------ | -------------------- | -------------------- | ----------- |
| Médaille d'or      | Ramona Neubert       | Allemagne de l'Est   | 6 714 pts   |
| Médaille d'argent  | Sabine John          | Allemagne de l'Est   | 6 662 pts   |
| Médaille de bronze | Anke Vater           | Allemagne de l'Est   | 6 532 pts   |
| 4                  | Sabine Everts        | Allemagne de l'Ouest | 6 398 pts   |
| 5                  | Valentina Dimitrova  | Bulgarie             | 6 362 pts   |
| 6                  | Yekaterina Smirnova  | Union soviétique     | 6 321 pts   |
| 7                  | Glynis Nunn          | Australie            | 6 195 pts   |
| 8                  | Tineke Hidding       | Pays-Bas             | 6 155 pts   |
| 9                  | Annette Tånnander    | Suède                | 5 977 pts   |
| 10                 | Marcela Koblasová    | Tchécoslovaquie      | 5 965 pts   |
| 11                 | Marlene Harmon       | États-Unis           | 5 925 pts   |
| 12                 | Kristine Tånnander   | Suède                | 5 922 pts   |
| 13                 | Anne Kyllönen        | Finlande             | 5 866 pts   |
| 14                 | Corinne Schneider    | Suisse               | 5 851 pts   |
| 15                 | Florence Picaut      | France               | 5 766 pts   |
| 16                 | Terry Genge          | Nouvelle-Zélande     | 5 739 pts   |
| 17                 | Helena Otahalová     | Tchécoslovaquie      | 5 721 pts   |
| 18                 | Melitta Aigner       | Autriche             | 5 629 pts   |
| 19                 | Dalila Tayebi        | Algérie              | 4 976 pts   |
| 20                 | Patricia Meigha      | Guatemala            | 3 955 pts   |
|                    | Jane Frederick       | États-Unis           | DNF         |
|                    | Judy Simpson         | Royaume-Uni          | DNF         |
|                    | Conceição Geremias   | Brésil               | DNF         |
|                    | Jackie Joyner-Kersee | États-Unis           | DNF         |
|                    | Zeina Mina El-Jas    | Liban                | DNF         |
|                    | Natalia Choubenkova  | Union soviétique     | DNF         |

## Légende
Records et Performances
- AR : Record continental (area record)
- CR : Record des championnats (championship record)
- MR : Record du meeting (meet record)
- NR : Record national (national record)
- OR : Record olympique (olympic record)
- PR : Record paralympique (paralympic record)
- PB : Record personnel (personal best)
- SB : Meilleure performance personnelle de la saison (season's best)
- WL : Meilleure performance mondiale de l'année (world leader)
- WJR : Record du monde junior (world junior record)
- WR : Record du monde (world record)

Circonstances et Conditions
- DNF : N'a pas terminé (did not finish)
- DNS : N'a pas pris le départ (did not start)
- DQ : Disqualification (disqualification)
- NM : Aucun essai valable enregistré (No Mark)
- Q : Qualifié « directement » au prochain tour (ou à la prochaine compétition), lors d'une compétition majeure, grâce au classement ou à la réalisation des minima (automatic qualifier)
- q : Qualifié au prochain tour (ou à la prochaine compétition), lors d'une compétition majeure, grâce au repêchage ou à la réalisation de l'une des meilleures performances parmi celles des « non qualifiés directement » (grâce au meilleur temps ou à la meilleure distance par exemple) (secondary qualifier)